# Thelypteris vivipara
Thelypteris vivipara är en kärrbräkenväxtart som beskrevs av Jermy och T. G.Walker. Thelypteris vivipara ingår i släktet Thelypteris och familjen Thelypteridaceae. Inga underarter finns listade.